# Claudio Borghi (calciatore)
Claudio Daniel Borghi Bidos (Castelar, 28 settembre 1964) è un allenatore di calcio ed ex calciatore argentino naturalizzato cileno, di ruolo centrocampista, campione del mondo con la nazionale argentina nel 1986.
Durante la sua carriera calcistica ha giocato per 15 club in 6 paesi diversi, Argentina, Italia, Svizzera, Brasile, Cile e Messico.

## Biografia
Nato in una famiglia composta da otto fratelli, con lontane origini lombarde da parte paterna, rimane orfano del padre in tenera età, dovendosi adattare fin da giovane a esercitare umili mestieri per aiutare la famiglia. Mormone praticante, condusse di conseguenza uno stile di vita particolarmente rigido: niente sesso prima del matrimonio, niente alcool e niente fumo, dichiarando in seguito di non essere più un praticante. Fin da piccolo è tifoso del Racing Club.
All'epoca della sua militanza nel Como, trova una casa sul lago, andando ad abitare assieme alla moglie Mariana Pagnucco, argentina con origini italiane, precisamente con antenati di Udine. In seguito ha vissuto a Santiago con la famiglia. Nonostante la breve esperienza italiana, Borghi instaura buoni rapporti con alcuni compagni al Milan, tra i quali Filippo Galli, tanto da chiamare il suo secondo figlio Filippo; la primogenita si chiama invece Dominique. Durante le trasferte, sia di campionato sia di coppa, preferisce andare in auto piuttosto che viaggiare in aereo.

## Caratteristiche tecniche

### Giocatore
(Fernando Redondo, suo compagno di squadra ai tempi dell'Argentinos Juniors su Borghi.)
Calciatore talentuoso, centrocampista offensivo, fantasista, regista d'attacco o anche attaccante, divenuto famoso grazie alla rabona (in un'intervista dichiarò di eseguirla perché, non sapendo calciare con il sinistro, solo questa mossa gli consentiva di sfruttare quel piede), è stato definito «il Picasso del calcio» da Michel Platini nonché uno dei primi «eredi di Maradona» – etichetta che secondo lo stesso Borghi lo ha calcisticamente danneggiato – dopo l'Intercontinentale 1985, quando diventa un pupillo del presidente del Milan, Silvio Berlusconi. Era soprannominato El Bichi.
Dopo aver notato, durante un allenamento, la sua abilità nei colpi di testa, il suo compagno dell'Huracán Héctor Cúper gli consiglia di andare a saltare nei calci d'angolo, ma Borghi gli risponde che preferisce giocare a calcio coi piedi.
Giocatore lento, Borghi era poco incline agli allenamenti svolti dall'allenatore Arrigo Sacchi, ritenendo che fossero troppo duri e addirittura inutili, tant'è che durante uno di questi chiede al tecnico: «perché correre per 5.000 metri se un campo da calcio è di 100 metri?» Al termine della carriera, dopo che Sacchi aveva vinto tutto, Borghi si ricrede, dando ragione agli insegnamenti dell'allenatore italiano, e apprendendo da lui sia per quanto riguarda la carriera in panchina sia per quella da professore universitario.

### Allenatore
Tecnico votato al calcio offensivo, predilige il 3-4-2-1.

## Carriera

### Giocatore

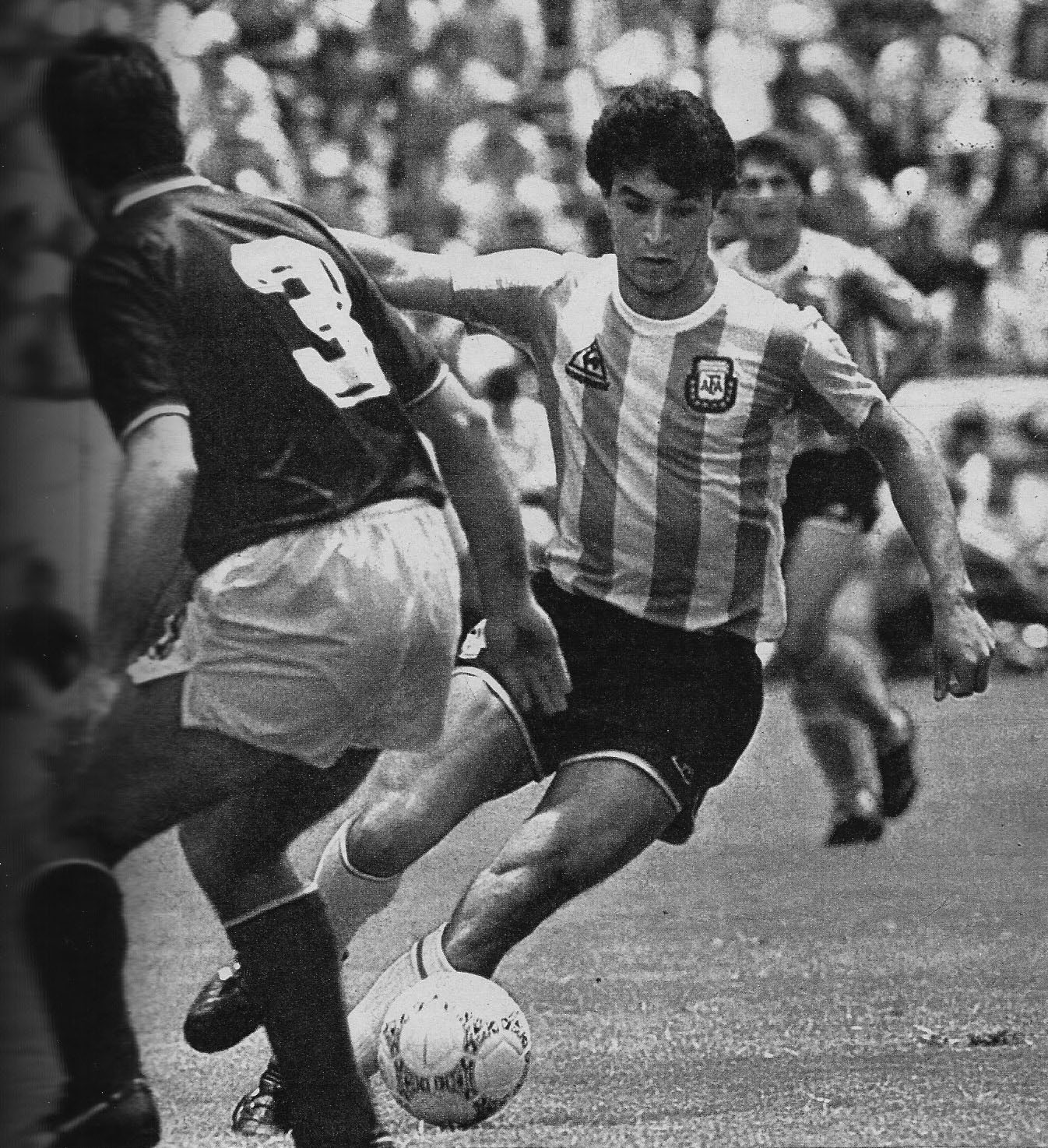
Borghi, con la maglia dell'Argentina, in azione contro l' nel vittorioso in Messico.

Borghi iniziò la sua carriera come centrocampista offensivo nell'Argentinos Juniors, all'inizio degli anni 1980, raccogliendo l'eredità di Maradona. Considerato una giovane promessa, furono riposte molte speranze su di lui quando fu convocato in nazionale per il campionato del mondo 1986 in Messico: tuttavia non brillò durante quella competizione (vinta proprio dall'Albiceleste), e in seguito non fu più selezionato nell'Argentina.
Giocò probabilmente la sua miglior partita durante la finale di Coppa Intercontinentale 1985 tra Argentinos Juniors e Juventus, tanto che nell'occasione Michel Platini lo definì «il Picasso del calcio», non riuscendo però a portare la sua squadra al successo. Quella prestazione colpì positivamente il presidente del Milan, Silvio Berlusconi, il quale lo comprò nel 1987 per 3,5 miliardi di lire, ma il giocatore dovette necessariamente essere ceduto in prestito al Como, dato che all'epoca in Serie A ciascuna squadra non poteva avere in rosa più di due stranieri, e in forza ai rossoneri vi erano già gli olandesi Gullit e van Basten.
Coi lariani guidati prima da Aldo Agroppi e poi da Tarcisio Burgnich, nonostante le grandi aspettative create attorno a lui, Borghi giocò molto poco, solo 7 presenze senza segnare alcun gol, costretto alla concorrenza del regista ventenne Notaristefano e venendo rispedito a Milano senza troppi rimpianti. Durante il suo periodo comasco, Borghi fu spesso contattato telefonicamente da Berlusconi. Anni dopo, Borghi descrisse la sua esperienza in biancoblù, in particolare coi tecnici Agroppi e Burgnich, come: «l'anticalcio, due che pensavano a dirmi cosa non fare in campo, ma non a cosa fare».
L'anno successivo, con l'apertura al terzo straniero, Berlusconi intendeva riportarlo al Milan, ma alla fine accontentò l'allenatore Arrigo Sacchi il quale aveva richiesto un altro olandese, Rijkaard. Nonostante l'agente dell'argentino, Felix Latronico, gli avesse consigliato di ottenere i favori di Sacchi per provare a restare come terzo straniero, Borghi ritornò in patria nel 1988, per poi giocare per altre squadre sudamericane. Solo quando giocò in Cile mostrò ancora le doti che lo avevano contraddistinto da giovane, vincendo la Recopa Sudamericana e la Coppa Interamericana con il Colo-Colo nel 1992. Si ritira nel 1998, a 34 anni, in seguito a un infortunio al ginocchio.

### Allenatore

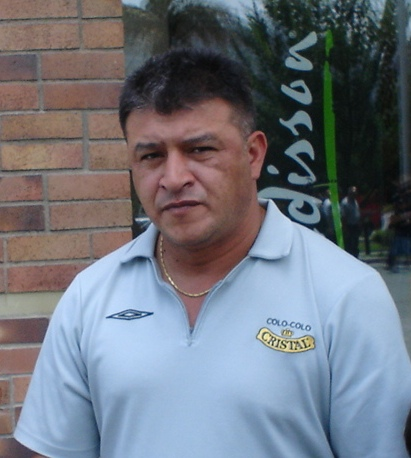
Borghi nel 2006, in veste di tecnico del Colo-Colo.

Dopo il ritiro, Borghi iniziò ad allenare in Cile. Dopo aver guidato l'Audax Italiano dal 2002 al 2003, trascinandolo dalla zona retrocessione al quarto posto in campionato, nel 2006 ha preso in mano la panchina del Colo-Colo, con cui ha subito vinto il campionato di Apertura e di Clausura, e con cui è arrivato in finale di Copa Sudamericana. In seguito a questi risultati, nello stesso anno è stato nominato allenatore sudamericano dell'anno. Il 26 marzo 2008 Borghi ha lasciato la panchina del club cileno.
È ritornato così in Argentina dov'è stato brevemente allenatore dell'Independiente dal giugno all'ottobre 2008, quando si è dimesso a seguito della sconfitta con l'Huracán. Dal 2009 al 2010 ha allenato l'Argentinos Juniors, con cui ha vinto il Clausura 2010. Il 20 maggio 2010 è diventato l'allenatore del Boca Juniors, incarico da cui si è dimesso il 16 novembre 2010 in seguito alla sconfitta nel Superclásico contro i rivali del River Plate.
Il 24 febbraio 2011 è stato nominato commissario tecnico del Cile al posto di Marcelo Bielsa. Nel settembre 2012 è squalificato per 5 incontri internazionali dalla FIFA, dopo esser stato espulso in seguito a delle divergenze con l'arbitro di Venezuela-Cile (0-2). Il 14 novembre 2012, in seguito alla sconfitta per 1-3 subìta contro la Serbia, viene rimosso dall'incarico di selezionatore della nazionale cilena.
Ritorna sulla panchina dell'Argentinos Jrs a fine dicembre 2013, cercando di salvare il club dalla retrocessione. Durante il suo secondo ciclo nel Bicho, Borghi si avvale della collaborazione di Diego Placente che entra nel suo staff tecnico a febbraio, ma rassegna le dimissioni dall'incarico il 27 ottobre 2014. Il suo ultimo incarico da allenatore é all'LDU Quito, in Ecuador; rassegna le dimissioni il 27 marzo 2016 poche settimane dopo l'ingaggio, con la squadra in crisi in campionato e in Coppa Libertadores, a seguito di una sconfitta per 5-0 contro il Barcelona Sporting Club.
In Cile è stato titolare di una cattedra all'Università Cattolica di Santiago, dove insegna calcio, storia, moduli e regole affiancato da Hugo Rubio. Prima di allenare, Borghi ha tentato l'esperienza da procuratore di calciatori assieme allo stesso Rubio, decidendo di lasciare la professione a causa della sua inattitudine alle pubbliche relazioni e per via del fatto che non c'era tanto mercato, poiché «i migliori giocatori cileni sono già in Italia».

## Statistiche

### Cronologia presenze e reti in nazionale
| Cronologia completa delle presenze e delle reti in nazionale ― Argentina | Cronologia completa delle presenze e delle reti in nazionale ― Argentina | Cronologia completa delle presenze e delle reti in nazionale ― Argentina | Cronologia completa delle presenze e delle reti in nazionale ― Argentina | Cronologia completa delle presenze e delle reti in nazionale ― Argentina | Cronologia completa delle presenze e delle reti in nazionale ― Argentina | Cronologia completa delle presenze e delle reti in nazionale ― Argentina | Cronologia completa delle presenze e delle reti in nazionale ― Argentina |
| Data                                                                     | Città                                                                    | In casa                                                                  | Risultato                                                                | Ospiti                                                                   | Competizione                                                             | Reti                                                                     | Note                                                                     |
| ------------------------------------------------------------------------ | ------------------------------------------------------------------------ | ------------------------------------------------------------------------ | ------------------------------------------------------------------------ | ------------------------------------------------------------------------ | ------------------------------------------------------------------------ | ------------------------------------------------------------------------ | ------------------------------------------------------------------------ |
| 14-11-1985                                                               | Los Angeles                                                              | Messico                                                                  | 1 – 1                                                                    | Argentina                                                                | Amichevole                                                               | -                                                                        | 46’                                                                      |
| 17-11-1985                                                               | Puebla                                                                   | Messico                                                                  | 1 – 1                                                                    | Argentina                                                                | Amichevole                                                               | -                                                                        | 46’                                                                      |
| 26-3-1986                                                                | Parigi                                                                   | Francia                                                                  | 2 – 0                                                                    | Argentina                                                                | Amichevole                                                               | -                                                                        | 34’, 59’                                                                 |
| 4-5-1986                                                                 | Ramat Gan                                                                | Israele                                                                  | 2 – 7                                                                    | Argentina                                                                | Amichevole                                                               | 1                                                                        | 77’                                                                      |
| 5-6-1986                                                                 | Puebla                                                                   | Italia                                                                   | 1 – 1                                                                    | Argentina                                                                | Mondiali 1986 - 1º turno                                                 | -                                                                        | 74’                                                                      |
| 10-6-1986                                                                | Città del Messico                                                        | Argentina                                                                | 2 – 0                                                                    | Bulgaria                                                                 | Mondiali 1986 - 1º turno                                                 | -                                                                        | 46’                                                                      |
| Totale                                                                   |                                                                          | Presenze                                                                 | 6                                                                        |                                                                          | Reti                                                                     | 1                                                                        |                                                                          |

## Palmarès

### Giocatore

#### Club

##### Competizioni nazionali
- Campionato argentino: 2

Argentinos Jrs: Metropolitano 1984, Nacional 1985

##### Competizioni internazionali
- Coppa Libertadores: 1

Argentinos Jrs: 1985
- Coppa Interamericana: 2

Argentinos Juniors: 1985
Colo-Colo: 1992
- Recopa Sudamericana: 1

Colo-Colo: 1992

#### Nazionale
- Campionato mondiale: 1

Messico 1986

### Allenatore

#### Club
- Campionato cileno: 4

Colo-Colo: Apertura 2006, Clausura 2006, Apertura 2007, Clausura 2007
- Campionato argentino: 1

Argentinos Jrs: Clausura 2010

#### Individuale
- Allenatore sudamericano dell'anno: 1

2006